# Литвин, Игорь Антонович
И́горь Анто́нович Литви́н (укр. І́гор Анто́нович Литви́н; 11 мая 1954, Климовск, Московская область, РСФСР, СССР — 27 октября 2024, Киев, Украина) — украинский дипломат. Чрезвычайный и полномочный посол Украины (2000).

## Биография
Родился 11 мая 1954 года в Климовске Московской области.
В 1976 году окончил Киевский государственный университет им. Т. Г. Шевченко, факультет международных отношений и международного права (диплом с отличием).
В 1975 году учился в Великобритании, в колледже Ealing Technological College (Лондон).
С 1976 по 1980 год — атташе, 3-й, 2-й секретарь МИД УССР, секретарь Национальной комиссии Украины по делам ЮНЕСКО.
С 1981 по 1988 год — политический обозреватель Гостелерадио УССР.
С 1988 по 1992 год — переводчик, эксперт, помощник руководителя группы специалистов внешнеэкономического объединения «Технопромэкспорт» торгового представительства СССР в Республике Бангладеш.
С 1992 по 1997 год — 1-й секретарь, заведующий Отделом стран Азии и Тихоокеанского региона, Ближнего и Среднего Востока и Африки, заместитель начальника Управления стран Азии, АТР, ближнего и Среднего Востока и Африки МИД Украины.
С 1995 по 1997 год — начальник Управления стран Азии, АТР, Ближнего и Среднего Востока и Африки (МИД Украины).
С 13 января 1997 по 2 августа 1999 года — чрезвычайный и полномочный посол Украины в Республике Индонезия.
С 9 декабря 1997 по 2 августа 1999 года — чрезвычайный и полномочный посол Украины в Республике Филиппины по совместительству.
С 27 марта 1998 по 2 августа 1999 года — чрезвычайный и полномочный посол Украины в Республике Сингапур по совместительству.
С 3 апреля 1998 по 2 августа 1999 года — чрезвычайный и полномочный посол Украины в Малайзии по совместительству.
С 19 мая 1998 по 2 августа 1999 года — чрезвычайный и полномочный посол Украины в Королевстве Таиланд по совместительству.
С 5 августа 1998 по 2 августа 1999 года — чрезвычайный и полномочный посол Украины в Брунее-Даруссаламе по совместительству.
Со 2 августа 1999 по 24 октября 2001 года — чрезвычайный и полномочный посол Украины в Китайской Народной Республике.
Со 2 июня 2000 по 24 октября 2001 года — чрезвычайный и полномочный посол Украины в КНДР по совместительству.
Со 2 июня 2000 по 24 октября 2001 года — чрезвычайный и полномочный посол Украины в Монголии по совместительству.
С 2001 по 2007 год — помощник-консультант народного депутата Украины-председателя Комитета ВР по иностранным делам, занимал руководящие должности в украинских бизнес-структурах.
С 2007 по 2015 год — председатель правления Ассоциации украинско-китайского сотрудничества.
С 2010 по 2019 год — вице-председатель украинской части общего украинско-китайского Делового совета (УКДС, www.ucbc.org.ua).
С 2011 года — председатель правления Ассоциации делового сотрудничества Украины с государствами АСЕАН, вице-председатель украинско-сингапурского делового совета.
В 2015—2017 годах — руководитель представительского офиса украинской части УКДС в Пекине.
С 2017 года — председатель правления Ассоциации украинско-китайского стратегического Партнёрства.
С 2019 года — сопредседатель украинско-китайского Делового совета, председатель украинской части УКДС.
В интервью изданию BusinessLife.Today (от 28 октября 2014 года) дипломат чётко обозначил шаги к улучшению взаимоотношений Украины и Китая:
- Упрощение визового режима с КНР.
- Развитие туристической деятельности между КНР и Украиной.
- Создание необходимой инфраструктуры.
- Грамотное ведение торгово-экономических дел и выполнение предварительных договорённостей.
- Визиты в Китай высшего руководства Украины, а также совершённая кадровая политика в дипломатии в азиатском направлении.

Умер 28 октября 2024 года в возрасте 70 лет.

## Дипломатические ранги
- Чрезвычайный и полномочный посланник Украины первого класса (10 апреля 1998)[15].
- Чрезвычайный и полномочный посол Украины (14 августа 2000)[16].